# Susanne Kövari
Susanne Kövari (* 3. Juli 1941 in Wien) ist eine ehemalige österreichische Politikerin (SPÖ) und Hausfrau. Kövari war Abgeordnete zum Nationalrat, Mitglied des Bundesrates und Kärntner Landtagspräsidentin. 
Kövari besuchte die Pflichtschule und danach die Berufsschule für kaufmännische Berufe in Wien. Zudem bildete sich durch  verschiedene Kurse und Seminare weiter. Sie war zehn Jahre lang beruflich aktiv und war danach Hausfrau. Bereits 1955 wurde sie Mitglied der Gewerkschaftsjugend, ab 1970 engagierte sie sich als Gemeinderätin in St. Veit an der Glan. Kövari stieg 1979 zur Stadträtin auf und wurde 1975 Mitglied des Landesschulrates 1975. Zwischen dem 19. September 1986 und dem 16. Dezember 1986 vertrat Kövari die SPÖ kurzfristig im Nationalrat, danach gehörte sie vom 13. Dezember 1988 bis zum 20. April 1989 dem Bundesrat an. Kövari wechselte im Anschluss in den Kärntner Landtag, dem sie zwischen 1989 und 1994 angehörte. Kövari hatte dabei von 1990 bis 1994 das Amt der Ersten Präsidentin des Kärntner Landtages inne.